# برورا واترز این

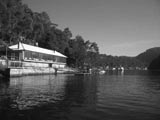
برورا واترز این

برورا واترز این (انگلیسی: Berowra Waters Inn) رستورانی در برورا واترز در فاصلهٔ پنجاه دقیقه‌ای از سیدنی استرالیا است. معماری آن اثر معمار سرشناس استرالیایی گلن مورکات که بین سال‌های ۱۹۷۶ تا ۱۹۸۳ ساخته شده آن را به یکی از شاخص‌ترین بناهای طراحی استرالیایی تبدیل کرده‌است. منوی غذای آن را نیز با عنوان «ترکیبی از فرانسوی کلاسیک و استرالیایی مدرن» توصیف کرده‌اند.